# Marguerite-Molinos (voilier)
Pour les articles homonymes, voir Molinos.
Le Marguerite-Molinos, est un voilier trois-mâts barque français, construit au Havre en 1896 et démoli en 1928.

## Historique
Construit en 1897 au Havre par les Forges et chantiers de la Méditerranée pour un coût de 515,082 francs pour lequel, l'État versa une prime , à la construction de 130,325 francs à ses armateurs. Il est en bois et acier.
Il tire son nom de la fille de Léon Isidore Molinos (1864-1944), et de Marie Hingray, son épouse.
Molinos fut le fondateur en 1871, puis le président du Conseil d'administration de la Compagnie des forges et aciéries de la marine et d'Homécourt, ainsi que président de la Société des Voiliers Français fondée en 1896 et dont le premier bateau fut celui portant le nom de da fille. Cette société sera également propriétaire d'une dizaine de voiliers dont cinq de la même classe que le Marguerite: Marie-Molinos (1899),  Geneviève Molinos du nom de ses filles, ainsi que le Marguerite-Dolfus, Jeanne-Cordonnier (1901), Emma-Laurans. Cette compagnie étant appelé aussi compagnie Molinos, parmi les administrateurs figurent : Dolfus-Galline, Fautrel, Dolfus, Roux, Laurans, Molinos ainsi que le comte Charles Walewski (1848-1916) qui donneront leur nom à plusieurs voiliers de la compagnie. Ce dernier  a rivalisé  avec le cinq-mâts allemand Potosi connu pour sa vitesse.
Le premier grand voyage, de ce voilier, fut la traversée entre l'Angleterre et San Francisco, effectuée en 113 jours, et le retour jusqu'au Cap Lizard avec un chargement de 2,450 tonnes de blé fut réalisé en seulement 90 jours soit une moyenne de 7,44 nœuds sur 16 087 milles. La moyenne à cette époque pour la traversée Europe-San Francisco était de 140 jours et dans le sens inverse de 130 jours. Ce voilier était donc un des meilleurs puisqu'il battit de 11 jours le record précédent du quatre-mâts :  Clan Galbraith  de 3 500 tonneaux, et de 14 jours l'autre quatre-mâts : Pyrénées .
Il effectua plusieurs voyages sur le même parcours avec des temps légèrement supérieurs :
- 108 jours en 1900,
- 103 jours en 1901,
- 112 jours en 1904,

Désarmé en 1921  à Bordeaux, il est conduit au canal de la Martinière le 12 avril 1922, puis vendu à l'armateur Marcel Potet no 108 rue du Faubourg-Saint-Honoré à Paris en juillet 1923 pour effectuer des voyages aux Antilles, il est désarmé le 16 janvier 1927, puis vendu pour la démolition le 1er août 1928 aux Pays-Bas pour la somme de 1 800 francs , ,. Il arrive à  Rotterdam le 14 août 1928

## Caractéristiques
Selon un avis des douanes du 29 janvier 1905
- Jauge : 2016,41 tx jbt, 1927,51tx jb et 1774,81tx jn
- Port en lourd : 2500 tonnes
- Dimensions : 81,7 x 12,03 x 6,82 mètres

### Équipage
L'équipage se composait en 1911 en partant des Açores de :
- 1 capitaine,
- Lieutenant, puis capitaine en second: Louis Constant Lesage (1887), débarqué à Hambourg
- 1 chef mécanicien et 2 lieutenants
- 1 bosco encadrant les marins: Jean-Marie Gildas Le Delin (1868) débarqué disciplinairement le 28 octobre 1911 à Angra, rapatrié à Marseille début décembre 1911.
- 3 matelots : débarqués à Angra disciplinairement, le 28 octobre 1911
- 8 gabiers instructeurs
- 1 charpentier : Joseph Clément Marie Lorec (1875) rapatrié à Marseille début décembre 1911
- 1 cuisiniers : Laurent Jean-Marie Ezanno (1883), débarqué à Angra, rapatrié à Marseille décembre 1911
- 1 novice : Georges François Madec (1895), débarqué à Hambourg
- 1 mousse :Joseph Armand Pelloquet (1895), débarqué à Hambourg

## Commandants
Liste des capitaines extrait de la liste des capitaines au long cours cap-horniers:
- 1897-1899 : Jean-Baptiste Mahé (1852), second Stanislas Porcher (NA.402)[6]
- 1899-1901 : Stanislas Porcher (NA.402), second: Pierre Édouard Lefevre (LH.263)[1]
- 1901-1902 : Louis Charles Auffray (LC & Bern) (Montoire)[1]avec du 8 mai 1901 au 8 avril 1902 Mot J.M. Maillet (SM5213IP)
- 1903-1904 : Ferdinand Eugène Ficheux[1]
- 1905-1905 : Julien David (1861-1912) (SN.198)[1] ,[3]
- 1906-1906 : Ferdinand Eugène Ficheux, voyage à San-Francisco avec Mme Ficheux[1]
- 1907-1911 : Étienne Bouvier, second Charles Boivin (DN.83)[1]
- 1911-1911 : Charles Arsène Boivin (1875), (DN.83), second Eugène Viterbe. Boivin embarqué à Cardiff le 21 décembre 1910 et débarqué le 8 décembre 1911 à Hambourg
- 1912-1916 : Eugène François Viterbe, (DN.88), jusqu'en 1919 selon Picard[7]
- 1918-1918 : Arsène Mathieu (PL.213)
- 1920-1921: René Lehuede (Batz DK.3571)
- 1919-1920 : Jean Gilles Lainé (1878) (DN.56) pour le compte de Marcel Potet[1]
- 1923-1924 : Jean-Marie Legall (1881), voilier vendu à Marcel Potet pour voyages aux Antilles[1]
- 1923-1924 : Frelon[1]
- 1924-1925 : Alfred Tranchant, (DN.105-SM.788)

## Voyages
- Le 2 octobre 1897 armé au Havre  pour San Francisco via Cardiff chargement de charbon à l'aller le 20 octobre 1897 de Perth à San Francisco
- du 19 février 1898 au 14 mars 1898 chargement de blé pour Falmouth le 12 juin 1898 au Havre le 10 juin 1898 après un voyage de 8 mois et quinze jours.
- Le 3 août 1898 chargement de briquettes à destination de  Majunga à Madagascar octobre 1898 - Nouvelle-Calédonie, retour le 26 juillet 1899 sous le commandement d'Eugène Mahé, et de son second Stanislas Porcher.
- Le8 septembre 1899 de Swansea à San Francisco du 31 décembre 1899 au 3 février 1900  du Cap Horn le 25 mars 1900 à Lizard le 21 mai 1900 sous le commandement de Stanislas Porcher et de son second Pierre Édouard Lefevre
- De San Francisco à Falmouth le 13 avril 1901 Capitaine: Porcher.
- Dunkerque le 14 janvier 1905, bâtiment armé pour Diégo-Suarez à Madagascar et à l'île de La Réunion (IXe voyage),
- Le 4 février 1905 La Pallice à destination de la Pointe des Galets à Saint-Denis-de-la-Réunion y arrive le 14 avril 1905, et y dépose à l'hôpital le matelot Louis-Marie Le Minoux (1879-1905), qui y est mort le 4 mai 1905 originaire de Pleubian. Désarmé au Havre le 29 janvier 1906
- 1906 voyage du capitaine et madame Ficheux à San Francisco
- 1910-1911. XVIe voyage. En date du 21 décembre 1910 armé au long-cours à Cardiff, puis désarmé le 8 décembre 1911 au Consulat de France à Hambourg. Il appareille de Cardiff le 26 janvier 1911 à destination de Pisagua au Chili, via Brest, pour chercher du nitrate. C'est sur la route du retour qu'il démâta de son mât de misaine et de  son grand mât, à la suite d'un coup de vent venant de Mejillones au Chili, il dériva pendant huit jours et s'approcha de l'île de Terceira, dont les habitants avec une quarantaine de barques vinrent lui prêter assistance et le remorquèrent au bout de huit heures d'effort pour qu'il relâche à l'abri, le 25 octobre 1911 à Angra do Heroismo aux Açores[8] et repartit le 23 novembre 1911 avec un équipage de 13 hommes remorqué jusqu'à Hambourg ou il arrive le 5 décembre 1911.
- XVIIe voyage, toujours pour du nitrate réarmé le 14 mai 1912 à Hambourg, commandé par Viterbe et désarmé au Havre le 15 avril 1913.
- Du 10 août 1915 effectue un voyage au Chili chargé de charbon, puis au retour de nitrate, le 18 avril 1916 le matelot Émile Julien Pivaut (1887) qui embarque à Newcastle a été débarqué disciplinairement le 25 août au bout de quatorze jours
- 1917. En avril 1917, les États-Unis entrent en guerre. André Tardieu (1876-1945), devient commissaire aux affaires de guerre franco-américaines, et négocie l'échange de vapeurs américains contre des voiliers français dévolus alors aux transports de différents produits et seront restitués à la fin du conflit pour reprendre leur activité sous pavillon français. C'est ainsi que le Marguerite-Molinos, attend en 18 septembre 1917 en compagnie de neuf autres voiliers qui vont quitter la rade du Verdon remorqué par le Pingouin, car l'entrée de la Gironde est barrée par des filets de la Pointe de Grave à Royan pour empêcher toutes intrusions de navires ennemis. Et le 1er octobre 1917 le Marguerite-Molinos, met à la voile à 8 heures du matin[9]
- Le 1er janvier 1920 à Nantes, puis désarmé le 20 janvier 1921 à Bordeaux ou il demeure dans ce port toute l'année 1921, puis descend la Gironde pour rejoindre le canal de la Martinière.
- Réarmé au long-cours le 11 juillet 1923 à Saint-Nazaire à destination de Port-Castries à Sainte-Lucie, et à la Jamaïque en passant par Lorient le voyage dura 6 mois et 19 jours, l'armateur était du voyage à l'aller ainsi que les trois enfants du capitaine et leur bonne. Désarmé le 29 janvier 1924 au Havre.

### Iconographie
- Grand Diorama représentant quatre voiliers dont deux trois-mâts sur un fond peint représentant une ville en arrière plan et en relief le Marie-Molinos de la même série que le Marguerite-Molinos, bois et peinture fait par Jean Levêque, marin à bord de ce navire en 1912 dim : 50cm x 73,5cm x 18cm,
- Marguerite-Molinos, quittant le port de Nantes devant la Butte Sainte-Anne, gouache de René Goullet (1921)